# Arthur Kopp (Bibliothekar)
Arthur Kopp, Pseudonyme: P. Raphael Turko, Stieglitz (* 19. Dezember 1860 in Insterburg; † 10. Januar 1918 in Lübeck) war ein deutscher Bibliothekar, Volkskundler und Liedforscher.

## Leben
Ab 1878 studierte Kopp Sprachwissenschaft, Klassische und Deutsche Philologie in Königsberg. Während seines Studiums wurde er 1879 Mitglied der Burschenschaft Teutonia Königsberg. 1883 wurde er zum Dr. phil. promoviert.
Von 1884 bis 1885 arbeitete er als Lehrer in Königsberg und war dann als Bibliothekar tätig; 1886 an der Universitätsbibliothek Königsberg, von 1887 bis 1909 an der Universitätsbibliothek Berlin. Dort begann er 1888 als wissenschaftlicher Hilfsarbeiter und Assistent, wurde 1894 Bibliothekar und erhielt 1905 das Prädikat Professor. Von 1909 bis 1914 arbeitete er an der Universitätsbibliothek Marburg als Oberbibliothekar. 1914 wurde er krankheitsbedingt in den Ruhestand versetzt. 1917 zog er nach Lübeck, von wo seine Frau Magda, die Schwester von Karl Theodor Gaedertz, stammte.
Von 1911/12 bis 1918 war er Mitglied im Verein für Volkskunde.

## Ehrungen
- 1914: Preußischer Roter Adlerorden IV. Klasse

## Veröffentlichungen (Auswahl)
- De ammonii, Eranii, aliorum distinctionibus synonymicis earumque communi fonte. Dissertation Universität Königsberg 1883 (Digitalisat UB Köln).
- Trümmer aus dem geistigen Leben eines Gescheiterten. Berlin 1887.
- Beiträge zur griechischen Excerptenlitteratur. Gaertner, Berlin 1887.
- Die Entstehung des "Gaudeamus igitur". Berlin 1891.
- Ein unbekanntes Gedicht Logau's. In: Zentralblatt für Bibliothekswesen, Bd. 11 (1894), S. 106–110 (online).
- Wedekind, der Krambambulist. Königsberg 1895.
- Deutsches Volks- und Studenten-Lied in vorklassischer Zeit. Berlin 1899 (Digitalisat Internet Archive).
- Eisenbart im Leben und im Liede. Berlin 1900 (Digitalisat Internet Archive).
- Das Fuchsrittlied und seine Verzweigungen. Berlin 1904.
- Johann Balhorn. (Druckerei zu Lübeck 1528 bis 1603). Borchers, Lübeck 1906.
- Bremberger-Gedichte. Ein Beitrag zur Brembergersage. Ludwig, Wien 1908.